# هیتادلو (آدو)
هیتادلو (به لاتین: Hithadhoo) یک منطقهٔ مسکونی در مالدیو است. هیتادلو ۱۱٬۱۲۹ نفر جمعیت دارد.